# Calenco
Calenco es un sistema de gestión de contenidos XML que ayuda a los usuarios a compartir, gestionar y almacenar toda clase de documentos e información en formato XML [Calenco is a web-based Content Management System (WCMS) that helps you to share, store and manage all kinds of document and information in XML format]. Permite a equipos de escritores, diseñadores, etc. producir documentos enriquecidos (o ricos) tales como guías de usuario (Manuales de instrucciones de software), procedimientos de calidad, manuales de referencia y aprendizaje, etc. Calenco se desarrolla usando tecnología Java y es software libre distribuido bajo licencia AGPL.

## Historia
Calenco fue lanzado en 2009 por primera vez por NeoDoc, una compañía especializada en documentación técnica, que desarrolló el programa internamente para cubrir sus propias necesidades pero después se decidió lanzarlo al mercado. Calenco es el sucesor de Borges  que fue inicialmente desarrollado por Mandriva.
La versión 2.0 fue lanzada a principios de 2010. Es una versión de código reescrito basado en una API RESTful.

## Uso
Escritura colaborativa y traducción de documentos ricos basados en formato XML.

## Características y funciones
- Gestión de contenido
- Gestión de flujos de trabajo
- Versionado a nivel de repositorio (similar a Subversion)
- Soporta varios formatos de fuente XML (el soporte para DocBook y DITA está incluido, para otros formatos se puede añadir programando un añadido o addon)
- Fuente única, soporte para múltiples salidas (impresión, web, dispositivos móviles) a través de transformaciones Transformaciones XSL
- Búsqueda en Lucene, un API para recuperación de información
- Soporte multiidioma
- Soporte multiplataforma
- interfaz gráfica basada en navegador